# Rare (álbum de Selena Gomez)
Rare é o terceiro álbum de estúdio da cantora estadunidense Selena Gomez. Foi lançado em 10 de janeiro de 2020 pela Interscope. Como produtora executiva, Gomez trabalhou com vários produtores, incluindo Ian Kirkpatrick, Mike Dean, Jason Evigan, Finneas, Mattman & Robin, Sir Nolan, The Monsters & Strangerz e David Pramik. Gomez afirmou que o álbum é seu "diário dos últimos anos". Rare é um projeto de andamento pop e dance, com influências do eletrônico, pop latino e R&B. Liricamente, lida com temas como amor próprio, aceitação, autoestima e empoderamento. A edição padrão do Rare apresenta colaborações com os rappers 6lack e Kid Cudi.
Foi apoiado por quatro singles, com os três primeiros alcançando o top 30 do Billboard Hot 100 (EUA): o single "Lose You to Love Me", lançado em 23 de outubro de 2019, atingiu o topo da tabela, tornando-se o primeiro single número um de Gomez nos EUA, além de ter se tornado a primeira música na história a alcançar o topo da Billboard Hot 100 e da Rolling Stone Top 100 simultaneamente.  "Look at Her Now", lançado um dia depois, funcionando como um single promocional, ficou entre as vinte primeiras posições do Top 100 da Rolling Stone e chegou à posição #27 na Billboard Hot 100, enquanto a faixa-título alcançou o #30. Rare recebeu críticas positivas de críticos de música, muitos dos quais o classificaram como o melhor álbum de Gomez até hoje, elogiando sua produção "coesa", sendo classificado, inclusive, como um dos “melhores álbuns pop lançados na atualidade”, de acordo com a revista Variety.
Rare estreou na primeira posição da tabela Billboard 200 (EUA), tornando-se o terceiro álbum número um consecutivo de Gomez nos EUA. Foi também o primeiro álbum a estrear no topo da tabela por uma artista feminina na década de 2020. Também estreou no número um em muitos países, incluindo Austrália, Canadá, Noruega, México, Bélgica, Portugal e Escócia; também, entre os três primeiros de muitos outros países, incluindo Reino Unido, Alemanha, Nova Zelândia, Espanha e Polônia. A edição exclusiva da Target de Rare inclui ainda cinco dos singles autônomos de Gomez lançados entre 2017 e 2018: "Bad Liar", "Fetish" com Gucci Mane, "It Ain't Me" com Kygo, "Back to You" e "Wolves" com Marshmello. Em 21 de fevereiro de 2020, a edição em vinil de Rare foi lançada, apresentando "Feel Me" como uma faixa bônus. Uma edição deluxe três novas faixas incluindo o quarto single "Boyfriend", foi lançada em 9 de abril de 2020.

## Antecedentes
Durante a Revival Tour, a cantora afirmou por diversas vezes que estava trabalhando em material para seu terceiro álbum de estúdio. Em maio de 2016, no MET Gala, Gomez reforçou que não tinha lançamentos planejados, mas que estava trabalhando em novas músicas. Finalmente, em junho do mesmo ano, a cantora foi anunciou em seu perfil do Twitter que estava com seu álbum finalizado, dizendo: "Após algumas semanas no estúdio, é seguro dizer... Estamos MUITO próximos do álbum #2 #SG2". Curiosamente, ao repostar a informação em seu Instagram, ela editou a legenda, dizendo que, na verdade, o álbum estaria só em começo de produção. A cantora usava "SG2" como codinome neste período para seu terceiro álbum solo de estúdio, pois, além de ser o seu segundo álbum com a Interscope Records, também era seu segundo como produtora executiva e o segundo do qual ela tinha total controle criativo sobre seu material.
Por fim, em 2019, Gomez afirmou, durante a première do longa The Dead Don't Die, no qual interpreta Zoe, que seu terceiro álbum estava "finalmente pronto". Durante uma participação no The Tonight Show Starring Jimmy Fallon, voltou a afirmar que existiam apenas alguns detalhes técnicos para que ele fosse lançado; completou dizendo que as músicas do projeto "atingem lugares diferentes que eu sinto que são meu caminho para música". Em 20 de novembro, Gomez anunciou em suas redes sociais que no dia seguinte eles teriam novas informações sobre o próximo álbum. No dia seguinte, Selena disponibilizou o álbum para pré-venda. Em 12 de dezembro de 2019, Selena revelou o nome do álbum, capa e lista de faixas.

## Análise da crítica
| Críticas profissionais | Críticas profissionais |
| Pontuações agregadas   | Pontuações agregadas   |
| Fonte                  | Avaliação              |
| ---------------------- | ---------------------- |
| Metacritic             | 76/100                 |
| Avaliações da crítica  |                        |
| Fonte                  | Avaliação              |
| AllMusic               | [ 26 ]                 |
| Entertainment Weekly   | B+                     |
| The Independent        | [ 28 ]                 |
| NME                    | [ 29 ]                 |
| Pitchfork              | 6.8/10                 |
| Rolling Stone          | [ 31 ]                 |
| Slant Magazine         | [ 32 ]                 |

Rare recebeu críticas geralmente positivas de críticos de música, com muitos considerando o melhor álbum da carreira de Gomez até hoje. No Metacritic, que usa uma média ponderada, atribuiu uma pontuação de 76/100 com base em comentários de 12 críticos, o que indica "críticas geralmente favoráveis".
Jem Aswad, da Variety, classificou o Rare como "um dos melhores álbuns pop lançados na memória recente" e o descreveu como "música sofisticada, escrita com precisão e produção especializada". Ao chamá-lo de "chocante e lindamente, otimista", Brittany Spanos, da Rolling Stone, opinou que o álbum é "um ato de crueldade divina, cheia de clareza na dança e no ritmo intermediário". Ao escrever para a NME, Rhian Daly chamou o álbum de "um retorno lindamente confiante de uma das estrelas mais subestimadas do pop e uma luta discretamente desafiadora por trás da narrativa que a rodeia", enquanto Leah Greenblatt, da Entertainment Weekly, classificou o álbum como "uma lição dançante de amor próprio e aceitação" e afirmou que "quase todas as músicas aqui trazem alguma lição de amor próprio e aceitação, triunfo sobre dificuldades e inimigos, e a severa auto-crítica". Greenblatt acrescentou que, apesar das "mensagens pesadas, a leveza parece a marca registrada do álbum: um cobertor anti-ponderado de vocais soprosos e sintetizadores de gravidade zero que flutuam consistentemente acima da corrente sonora do pop".
Mikael Wood do Los Angeles Times chamou Rare de o "disco solo mais significativo de Gomez". Ele opinou que o álbum "aborda tanto assuntos românticos quanto relacionados à saúde, bem como a experiência abrangente de ser tão minuciosamente examinado" e que há "um espírito contagiante de aventura nos arranjos do álbum que o leva ao lado de Gomez". Ele também comparou os vocais da cantora aos de Billie Eilish, apontando o envolvimento de Finneas no álbum. No Vulture, Craig Jenkins escreveu: "Rare é quase indiscutivelmente o melhor álbum de Selena Gomez". Em uma crítica mista, Quinn Moreland, da Pitchfork, afirmou que o álbum era seu "álbum mais coeso até hoje", mas que "a introspecção de [Gomez] só pode ser tão profunda quando combinada com uma composição elegante e fácil que a deixa escapar". Em concordância, Alexandra Pollard, de The Independent, deu ao álbum três estrelas em cinco, considerando-o "um disco realizado e coerente, com momentos de êxtase e outros de pathos", mas concluindo que "nunca sai da sombra de meia década."

## Singles
Em 23 de outubro de 2019, ele lançou o primeiro single "Lose You to Love Me". A faixa alcançou a primeira posição no Billboard Hot 100 nos Estados Unidos em sua segunda semana de lançamento, tornando-se o primeiro número um de Gomez nessa lista. Além disso, ficou em primeiro lugar no Canadá e na Irlanda.
No dia seguinte, Gomez estreou o single promocional "Look At Her Now", uma música que entrou no top 40 das paradas na Austrália, República Checa, Irlanda, Nova Zelândia, Noruega, Eslováquia e Suíça. Nos Estados Unidos, ele estreou em terceiro lugar na lista Bubbling Under Hot 100, e alcançou o vigésimo sétimo lugar na Billboard Hot 100.
No dia do lançamento do álbum, Gomez anunciou que a faixa-título, Rare, serviria como segundo single de trabalho, sendo lançada com um clipe no mesmo dia.
No dia 14 de Janeiro, em entrevista ao programa “The Tonight Show Starring Jimmy Fallon”, Selena revelou a existência de mais músicas inéditas para o álbum, citando “Boyfriend” como sua favorita. Em 6 de Abril, a cantora anunciou em suas redes sociais o lançamento da versão deluxe do álbum Rare para o dia 9 do mesmo mês, com uma nova capa e as faixas inéditas “Boyfriend”, “She” e “Souvenir”, destacando a doação de uma parte dos lucros com o lançamento para fundos de combate a COVID-19. O clipe de Boyfriend foi lançado no dia 10 de abril, sendo a canção anunciada como 4º e último single do álbum, apesar de nem ter sido enviada oficialmente às rádios.

## Lista de faixas
Lista de faixas adaptadas do Apple Music.
| Rare – Edição Padrão |                                  |                                                                                           |                                                                        |         |  |
| N.º                  | Título                           | Compositor(es)                                                                            | Produtor(es)                                                           | Duração |  |
| 1.                   | "Rare"                           | Selena Gomez Simon Rosen Madison Love Leland Brett McLaughlin Nolan Lambroza              | Sir Nolan Simon Says                                                   | 3:40    |  |
| 2.                   | "Dance Again"                    | Gomez Caroline Furoyen Justin Tranter Mattias Larsson Robin Fredriksson                   | Mattman & Robin Bart Schoudel [c]                                      | 2:50    |  |
| 3.                   | "Look At Her Now"                | Gomez Julia Michaels Tranter Ian Kirkpatrick                                              | Ian Kirkpatrick                                                        | 2:42    |  |
| 4.                   | "Lose You to Love Me"            | Gomez Michaels Tranter Larsson Fredriksson                                                | Mattman & Robin Finneas [b]                                            | 3:26    |  |
| 5.                   | "Ring"                           | Gomez Julie Frost Breyan Isaac David Ciente Lambroza Sean Douglas                         | Sir Nolan Douglas Johan Lenox [b] Simon Says [b] Schoudel [c]          | 2:28    |  |
| 6.                   | "Vulnerable"                     | Gomez Amy Allen Jonathan Bellion Stefan Johnson Jordan K. Johnson                         | The Monsters and the Strangerz Jon Bellion Schoudel [c] Gian Stone [c] | 3:12    |  |
| 7.                   | "People You Know"                | Gomez Aaron Puckett Stephanie Jones Jason Evigan Mathieu Jomphe-Lepine Alexandra Robotham | Evigan Billboard [a] Alex Hope [a] Schoudel [c]                        | 3:14    |  |
| 8.                   | "Let Me Get Me"                  | Gomez Furoyen Tranter Larsson Fredriksson                                                 | Mattman & Robin Schoudel [c]                                           | 3:09    |  |
| 9.                   | "Crowded Room" (com 6lack)       | Gomez Rosen Bleta Rexha Simon Wilcox Lambroza Ricardo Valentine                           | Sir Nolan Simon Says Ben Rice [c]                                      | 3:06    |  |
| 10.                  | "Kinda Crazy"                    | Gomez Jasmine Thompson Tranter Rami Yacoub Kristoffer Fodgelmark Albin Nedler             | Yacoub BONN Nedler Rice [c] Schoudel [c]                               | 3:32    |  |
| 11.                  | "Fun"                            | Gomez Michaels Scott Friedman Mark Williams Raul Cubina                                   | Ojivolta Schoudel [c]                                                  | 3:09    |  |
| 12.                  | "Cut You Off"                    | Gomez Chloe Angelides Liza Owen David Pramik                                              | Pramik Rice [c]                                                        | 3:02    |  |
| 13.                  | "A Sweeter Place" (com Kid Cudi) | Gomez Love Uzoechi Emenike Kirkpatrick Scott Mescudi                                      | Cudi Kirkpatrick [a] Mike Dean [a] Plain Pat [a] Dot da Genius [a]     | 4:23    |  |
| Duração total:       | Duração total:                   | Duração total:                                                                            | Duração total:                                                         | 41:53   |  |

| Rare –faixas bônus da Target |                           |                                                                                                   |                                      |         |  |
| N.º                          | Título                    | Compositor(es)                                                                                    | Produtor(es)                         | Duração |  |
| 14.                          | "Bad Liar"                | Gomez Michaels Tranter Kirkpatrick David Byrne Chris Frantz Tina Weymouth                         | Kirkpatrick                          | 3:34    |  |
| 15.                          | "Fetish" (com Gucci Mane) | Gomez Angelides McLaughlin Gino Barletta Jonas Jeberg Joe Khajadourian Alex Schwartz Radric Davis | Jonas Jeberg The Futuristics         | 3:06    |  |
| 16.                          | "It Ain't Me" (com Kygo)  | Gomez Kyrre Gørvell-Dahll Ali Tamposi Andrew Wotman Brian Lee                                     | Kygo Andrew Watt Ben Rice Louis Bell | 3:40    |  |
| 17.                          | "Back to You"             | Gomez Allen Parrish Warrington Diederik Van Elsas Micah Premnath                                  | Trackside Kirkpatrick                | 3:30    |  |
| 18.                          | "Wolves" (com Marshmello) | Gomez Christopher Comstock Wotman Tamposi Lee Bell Carl Rosen                                     | Marshmello Watt                      | 3:17    |  |
| Duração total:               | Duração total:            | Duração total:                                                                                    | Duração total:                       | 59:00   |  |

| Rare – Edição Deluxe |                                  |                                                       |                                                                    |         |  |
| N.º                  | Título                           | Compositor(es)                                        | Produtor(es)                                                       | Duração |  |
| 1.                   | "Boyfriend"                      | Gomez Michaels Tranter Jon Wienner Sam Homaee         | The Roomates Schoudel                                              | 2:41    |  |
| 2.                   | "Lose You to Love Me"            | Gomez Michaels Tranter Larsson Fredriksson            | Mattman & Robin Finneas [b]                                        | 3:26    |  |
| 3.                   | "Rare"                           | Gomez Rosen Love Leland McLaughlin Lambroza           | Sir Nolan Simon Says                                               | 3:40    |  |
| 4.                   | "Souvenir"                       | Gomez Kirkpatrick Love Douglas                        | Kirkpatrick Rice                                                   | 2:41    |  |
| 5.                   | "Look At Her Now"                | Gomez Michaels Tranter Kirkpatrick                    | Ian Kirkpatrick                                                    | 2:42    |  |
| 6.                   | "She"                            | Gomez Tranter Wienner Homaee Emenike                  | The Roomates                                                       | 2:52    |  |
| 7.                   | "Crowded Room" (com 6lack)       | Gomez Rosen Rexha Wilcox Lambroza Valentine           | Sir Nolan Simon Says Ben Rice [c]                                  | 3:06    |  |
| 8.                   | "Vulnerable"                     | Gomez Amy Allen Bellion S. Johnson J.Johnson          | The Monsters and the Strangerz Bellion Schoudel [c] Gian Stone [c] | 3:12    |  |
| 9.                   | "Dance Again"                    |                                                       | Mattman & Robin Bart Schoudel [c]                                  | 2:50    |  |
| 10.                  | "Ring"                           | Gomez Frost Isaac Ciente Lambroza Douglas             | Sir Nolan Douglas Johan Lenox [b] Simon Says [b] Schoudel [c]      | 2:28    |  |
| 11.                  | "A Sweeter Place" (com Kid Cudi) | Gomez Love Emenike Kirkpatrick Mescudi                | Cudi Kirkpatrick [a] Dean [a] Plain Pat [a] Genius [a]             | 4:23    |  |
| 12.                  | "People You Know"                | Gomez Puckett Jones Evigan Jomphe-Lepine Robotham     | Evigan Billboard [a] Alex Hope [a] Schoudel [c]                    | 3:14    |  |
| 13.                  | "Cut You Off"                    | Gomez Angelides Owen Pramik                           | Pramik Rice [c]                                                    | 3:02    |  |
| 14.                  | "Let Me Get Me"                  | Gomez Furoyen Tranter Larsson Fredriksson             | Mattman & Robin Schoudel [c]                                       | 3:09    |  |
| 15.                  | "Kinda Crazy"                    | Gomez Thompson Tranter Yacoub Fodgelmark Nedler       | Yacoub BONN Nedler Rice [c] Schoudel [c]                           | 3:32    |  |
| 16.                  | "Fun"                            | Gomez Michaels Friedman Williams Cubina               | Ojivolta Schoudel [c]                                              | 3:09    |  |
| 17.                  | "Feel Me"                        | Gomez Scinta Shaouy Mills McKenzie Malik Kasher Golan | The Arcade                                                         | 3:46    |  |
| Duração total:       | Duração total:                   | Duração total:                                        | Duração total:                                                     | 53:55   |  |

| Rare –Faixas bônus da edição especial japonesa em DVD |                                    |                |         |  |
| N.º                                                   | Título                             | Diretor(es)    | Duração |  |
| 1.                                                    | "Lose You to Love Me" (videoclipe) | Sophie Muller  | 3:26    |  |
| 2.                                                    | "Lose You to Love Me" (bastidores) |                | 3:08    |  |
| 3.                                                    | "Look at Her Now" (videoclipe)     | Muller         |         |  |
| 4.                                                    | "Look at Her Now" (bastidores)     |                | 3:07    |  |
| Duração total:                                        | Duração total:                     | Duração total: | 12:25   |  |

Notas
- ↑[a]  significa um co-produtor
- ↑[b]  significa um produtor adicional
- ↑[c]  significa um produtor vocal

## Desempenho comercial
O álbum estreou no topo da Billboard 200 dos EUA, tornando-se o terceiro álbum número um de Gomez nos EUA e o primeiro álbum lançado na década de 2020 a liderar o ranking. Ele ganhou 112,000 unidades equivalentes a álbuns, incluindo cerca de 53,000 vendas puras de álbuns, tornando-se seu terceiro líder no ranking consecutivo. Na Austrália, o álbum estreou no número um na tabela de álbuns da ARIA, tornando-se o primeiro álbum número um de Gomez no país. O álbum também se tornou seu primeiro álbum número um nos países da Argentina, Bélgica, Escócia, Lituânia e Taiwan. No Reino Unido, o álbum estreou no número dois atrás de Divinely Uninspired to a Hellish Extent de Lewis Capaldi numa extensão Hellish tornando-se seu primeiro álbum entre os dez primeiros e mais altos do país.

### Tabelas semanais
| Tabela musical (2020)                  | Melhor posição |
| -------------------------------------- | -------------- |
| Alemanha (GfK Entertainment Charts)    | 3              |
| Argentina (CAPIF)                      | 1              |
| Austrália (ARIA Charts)                | 1              |
| Áustria (Ö3 Austria Top 40)            | 3              |
| Bélgica (Ultratop 50 de Flandres)      | 1              |
| Bélgica (Ultratop 40 da Valônia)       | 3              |
| Canadá (Billboard)                     | 1              |
| Dinamarca (Hitlisten)                  | 5              |
| Escócia (The Official Charts Company)  | 1              |
| Espanha (PROMUSICAE)                   | 3              |
| Eslováquia (IFPI Slovenská Republika)  | 2              |
| Estônia (Eesti Ekspress)               | 1              |
| Estados Unidos (Billboard 200)         | 1              |
| Estados Unidos (Rolling Stone 200)     | 1              |
| Finlândia (IFPI Finlândia)             | 5              |
| França (SNEP)                          | 6              |
| Hungria (MAHASZ)                       | 28             |
| Irlanda (IRMA)                         | 4              |
| Itália (FIMI)                          | 6              |
| Japão (Oricon)                         | 30             |
| Lituânia (AGATA)                       | 1              |
| Noruega (VG-lista)                     | 1              |
| Nova Zelândia (NZ Top 40 Albums)       | 2              |
| Países Baixos (MegaCharts)             | 2              |
| Polônia (ZPAV)                         | 3              |
| Portugal (AFP)                         | 1              |
| Reino Unido (UK Albums Chart)          | 2              |
| República Checa (IFPI Česká Republika) | 2              |
| Suécia (Sverigetopplistan)             | 7              |
| Suíça (Schweizer Hitparade)            | 2              |

## Históricos de lançamentos
| Região | Data                    | Versão        | Formato(s)                    | Gravadora  | Ref.          |
| ------ | ----------------------- | ------------- | ----------------------------- | ---------- | ------------- |
| Mundo  | 10 de janeiro de 2020   | Standard      | CD Download digital streaming | Interscope | [ 43 ] [ 79 ] |
| Mundo  | 21 de fevereiro de 2020 | Faixa Bônus   | Disco de vinil                | Interscope | [ 80 ]        |
| Mundo  | 28 de fevereiro de 2020 | Faixa Bônus   | Download digital streaming    | Interscope |               |
| Mundo  | 9 de abril de 2020      | Edição Deluxe | Download digital streaming    | Interscope | [ 81 ]        |